# Biars-sur-Cère
Biars-sur-Cère é uma comuna francesa na região administrativa de Occitânia, no departamento de Lot. Estende-se por uma área de 3,63 km². Em 2010 a comuna tinha 2 148 habitantes (densidade: 591,7 hab./km²).